# Janelle Shepherd
Janelle Shepherd (Sídney, 3 de mayo de 1985) es una deportista australiana que compitió en judo. Ganó cinco medallas en el Campeonato de Oceanía de Judo entre los años 2003 y 2011.

## Palmarés internacional
| Campeonato de Oceanía | Campeonato de Oceanía        | Campeonato de Oceanía | Campeonato de Oceanía |
| Año                   | Lugar                        | Medalla               | Categoría             |
| --------------------- | ---------------------------- | --------------------- | --------------------- |
| 2003                  | Suva (Fiyi)                  | Medalla de bronce     | –70 kg                |
| 2004                  | Numea (Francia)              | Medalla de bronce     | –70 kg                |
| 2008                  | Christchurch (Nueva Zelanda) | Medalla de oro        | +78 kg                |
| 2010                  | Canberra (Australia)         | Medalla de oro        | +78 kg                |
| 2011                  | Papeete (Francia)            | Medalla de oro        | +78 kg                |